# 佐沼郵便局
佐沼郵便局（さぬまゆうびんきょく）は宮城県登米市迫町佐沼にある郵便局。民営化前の分類では集配特定郵便局であった。

## 概要
住所：〒987-0599 宮城県登米市迫町佐沼字中江3-1-11
民営化直前の集配業務再編において、多くの集配特定郵便局は配達センターとなったが、当局は地域郵便輸送の拠点として統括センターとされたため、民営化に際し郵便事業株式会社の支店が併設された。

## 沿革
- 1872年（明治5年）旧8月 - 佐沼郵便取扱所として開設[1]。
- 1875年（明治8年）1月1日 - 佐沼郵便局（五等）となる[1]。
- 1879年（明治12年） - 為替取扱を開始[1]。
- 1881年（明治14年） - 貯金取扱を開始[1]。
- 1893年（明治26年）12月1日 - 佐沼郵便電信局となる[1]。
- 1903年（明治36年）4月1日 - 通信官署官制の施行に伴い佐沼郵便局となる[1]。
- 1959年（昭和34年）7月1日 - 電話交換および電報配達事務の取扱を迫電報電話局に移管[2]。
- 1983年（昭和58年）11月25日 - 風景入通信日付印の使用を開始。
- 2007年（平成19年）10月1日 - 民営化に伴い、併設された郵便事業佐沼支店に一部業務を移管。
- 2012年（平成24年）10月1日 - 日本郵便株式会社発足に伴い、郵便事業佐沼支店を佐沼郵便局に統合。

## 取扱内容
- 郵便、印紙、ゆうパック、内容証明
- 貯金、為替、振替、振込、国際送金、国債、投資信託
- 生命保険、バイク自賠責保険
- ゆうちょ銀行ATM（振替機能付き・ホリデーサービス実施）
- 登米市内の一部地域（旧登米郡迫町域：〒987-05xx）の集配業務
- ゆうゆう窓口

## 周辺
- 登米市役所
- 迫総合体育館
- 市立佐沼病院
- イオンタウン佐沼
- ミヤコーバス佐沼営業所
- 国道346号
- 国道398号
- 迫川

## アクセス
- 登米市民バス 佐沼郵便局前停留所下車
- 三陸沿岸道路 登米ICから西へ約7.5km
- 駐車場あり：9台